# 고마쓰바라 미치타로
고마쓰바라 미치타로(일본어: 小松原道太郎, 1886년 7월 20일 ~ 1940년 10월 6일) 은 일본제국 육군의 군인이다. 할힌골 전투에서 일본측 지휘관이었으나, 소련군에게 참패하였다. 최종 계급은 중장이다.

## 생애
가나가와현 출신으로 해군기술자였던 고마쓰바라 고로 (小松原五良)의 장남으로 태어났다. 도쿄지방유년학교, 육군유년학교를 거쳐, 1905년 육군사관학교를 18기로 졸업하고 육군소위로 임관하였다.
이후 보병 34연대를 거쳐 1909년 러시아어 연수를 위해 러시아로 파견되었다. 이후 귀국하여 참모본부에서 근무하다가 일본이 제1차 세계대전에서 연합국의 일원으로 참전하여 중국에 파견되어 있던 독일군을 공격한 칭다오 전투에 참가하였다. 이후 출세코스인 1905년 육군대학교를 졸업하였다.
이후에는 중대장, 참모본부, 일본 육군대학 교관, 러시아 주재 무관, 57연대장을 거쳐, 관동군 산하 하얼빈 특무부대장으로 근무하였다. 그리하여 1934년 육군소장으로 진급하였다. 여러 참모와 일선 지휘관을 거쳐 1937년 11월 중장으로 승진하였고, 1938년 7월 관동군 휘하 제23사단장에 임명되었고 하얼빈에 주둔하였다.
1939년 5월 만주 내몽고 접경 지역에서 몽골 인민공화국군과 만주국군과 교전이 벌어졌는데, 이런 분쟁이 결국 몽골의 후견국인 소비에트 연방과 일본군의 대결로 확대되었다. 그리하여 사단급 규모의 할힌골 전투가 벌어지게 되었다. 이 때, 소련군의 공세에 제23사단은 괴멸적인 참패를 하였다. 사단의 소모율이 50%가 가까이 되었고, 일본 육군이 최초로 경험한 대참패였다.
이 전투로 고마쓰바라는 일본으로 송환되어 다음해 1월 패배의 책임을 지고 예편 처분되었으며, 또한 상급부대의 책임을 물어 우에다 겐키치 관동군 사령관도 경질되어 예편 처분되었다. 그 후 위암 말기 진단을 받아 치료받던 중 병원에서 사망하였다. 적지 않은 인터넷 글에서 고마쓰바라가 할복자살했다고 서술하고 있다. 당시 고마쓰바라에게 자살을 강요하려는 분위기가 팽배해 있었다는 것이 사실이었지만 이는 어디까지나 정황에 불과할 뿐 고마쓰바라가 자살을 했다고 볼만한 사실은 어디에도 없다.
2011년 일본의 시사통신에 의해서 고마쓰바라가 소련의 끄나풀(첩보원)이었다는 의혹이 제기되었다.。
고마쓰바라는 소련 정보 당국의 미인계에 넘어가서 신분상의 약점이 잡혔다. 소련 정보당국은 고마쓰바라의 약점을 이용하여 일본군의 군사정보를 취득하였고 이것이 할힌골 전투에서 소련이 승리를 거두는데 큰 도움을 주었다고 한다. 이와 같은 의혹은 최근 비밀이 해제된 소련 정보기관의 문서에서 근거를 두고있다.